# 5134 Ebilson
5134 Ebilson este un asteroid din centura principală de asteroizi.

## Descriere
5134 Ebilson este un asteroid din centura principală de asteroizi. A fost descoperit pe 17 septembrie 1990 la Observatorul Palomar de Henry E. Holt. El prezintă o orbită caracterizată de o semiaxă mare de 2,79 ua, o excentricitate de 0,04 și o înclinație de 8,1° în raport cu ecliptica.